# 烈火平原
《烈火平原》，或譯《平原烈火》、《燃烧的原野》、《燃烧的平原》，是墨西哥作家胡安·魯爾福1953年的短篇小說集。

## 簡介
本書與《佩德羅·巴拉莫》是胡安·魯爾福少數出版的作品之一，但已奠定他在拉丁美洲文壇的地位。當中共17個短篇故事，皆以墨西哥農村為背景，題材包括：1910年前後的統治及革命、農民受到的階級壓迫、貧窮和迷信；故事中多對人物及環境作誇張的描繪以作諷喻，而《北方行》故事的敍事者稱「我們都被打死了」，又向父親述說回來的經過，亦聯繫到《佩德羅·巴拉莫》中打破生死界限的寫法。此外，採用敍事者角度的故事亦多用平白的描述、短句和簡單的詞彙。書中數則故事皆設定在科利馬州科馬拉鎮。但魯爾福的靈感被認為源於其出生地哈利斯科州的聖蓋博，包括貧窮、家人不和、罪案等題材；他寫的故事多基於本人及村民耳聞目睹的事情。
最初此書題為《塞萊里諾叔叔的故事》，作為對其叔的致敬。當中的兩個故事《我們分到了土地》和《馬卡里奧》早於1945年在魯爾福與作家胡安·何塞·阿雷奧拉主編的雜誌《潘》發表。另外在作家埃弗倫·埃爾南德斯的雜誌《美洲》亦單獨發表了《教母坡》（1948）、《塔爾巴》、《烈火平原》（1950）和《請你告訴他們，不要殺我！》（1951）。本書的第一版收錄了15個故事，於1953年9月18日發行2000冊，1955年、1959年再版。1971年版本加入《天崩地裂的一天》及《瑪蒂爾特·阿爾康赫爾的遺產》。

### 標題
原文的標題El Llano en llamas的Llano為大楷，指墨西哥哈利斯科州的大利亞諾（Llano Grande）。故事圍繞此地及附近地方發展，如《我們分到了土地》中所描述，此地不宜居住或耕作；在這種毫無生氣的地方也使語言消亡：「炎熱的天氣會使詞語本身在口中發熱……因此，誰也不想開口。」評論指出魯爾福希望讀者「聽到這些無語人民的聲音，它們處於文壇以外已久。」

## 影響
1982年諾貝爾文學獎得主埃利亞斯·卡內蒂評論《請你告訴他們，不要殺我！》指：「我還沒聽過比這更完美、更動人、更親切的敘述。很難找到一個故事能將中的情感、智力和表達融合在一起，構成文學上的英雄主義。」
1982年諾貝爾文學獎得主加夫列尔·加西亚·马尔克斯回憶自己寫了《枯枝敗葉》等五部小說後陷入困境，認為自己「找不到既有說服力又有詩意的寫作方式」，但在阿爾瓦羅·穆蒂斯推薦下讀了《佩德羅·巴拉莫》，並給予他繼十年前讀弗朗茨·卡夫卡《變形記》後最大的震撼，並在當晚重讀一次；翌晚便讀了本書並使他同樣震撼。他自述該年餘下的時間都沒法讀其他作家的作品，感到他們不夠份量。
2008年諾貝爾文學獎得主讓-馬里·古斯塔夫·勒克萊齊奧在演講中將獎項致以多人，其中包括魯爾福──以及其《佩德羅·巴拉莫》、本作和其於墨西哥鄉村拍的照片。在本作於2001年出版的法文譯本，他在序言中寫道：「因為這兩本書（指本作及《佩德羅·巴拉莫》），胡安·魯爾福將成為傳奇。」

## 故事
| 故事                      | 内容简介 | 来源   |
| ------------------------- | --- | ------ |
| 我們分到了土地            | 故事描述政府的土地改革。一群農民在大利亞諾長途跋涉去察看政府分給他們的土地，中途更遇劫；最後官員分給他們無法耕作的荒地，旋即離去。 |        |
| 教母坡                    | 敍事者與多利古兄弟為挚交。由於土地分配及他們平時作惡，使村民與他們交惡並逐漸離開。其後兄弟兩人分別被村民和敍事者殺死。村中傳來爆竹聲。 |        |
| 都是由於我們窮            | 故事開頭即指出「這裏一切每況愈下」。敍事者的兩名姐姐由於「墮落」已被父親逐出家門，他送了一隻母牛給餘下的一名姐姐作嫁妝，但牠隨着嬸嬸離世亦因河水泛濫而被冲走。故事結尾暗示姐姐將來的「墮落」。 |        |
| 那個人                    | 故事前半以第三人稱描述那個人及其追蹤者翻山越嶺，並交代那個人殺人的經歷；後半部分則以被審問的牧羊人作敍事者，描述他收留那個人的經過。 |        |
| 清晨                      | 老牧工埃斯特凡於清晨趕牛回來並發現莊園主堂胡斯多·布拉姆與外甥女亂倫；其後堂胡斯多看見老埃斯特凡踢打小牛並將他打暈，其後死亡，老埃斯特凡則被關進監獄。 |        |
| 塔爾巴                    | 故事先交代丹尼羅的死，據其兄（敍事者）及其妻指這必然發生；然後憶述他們陪伴病重的丹尼羅長途跋涉去塔爾巴，因他相信朝拜聖母能夠治病，最後死於該地。 |        |
| 馬卡里奧                  | 從受繼母囑咐、將水坑的青蛙打死的幼童的視角，交代其各種遭遇，如捱餓、被擲石、被繼母綁住雙手等，並暗示繼母及女傭菲利巴利用其對地獄的恐懼。 |        |
| 烈火平原                  | 敍事者參與由佩德羅·薩莫拉引領的起義軍，然而決乏正確的行動及作戰的領導，最終遭政府軍鎮壓。 |        |
| 請你告訴他們，不要殺我！  | 胡斯蒂諾懇求兒子為其求情，並回憶當初與莊園主堂羅貝·台萊洛斯就放養牲口爭執並致其死亡，其後散盡家財以逃避追捕，但被其成為上校的兒子捉拿。 |        |
| 盧維那                    | 一人勸說另一人不要到盧維那去，並憶述他在該地打滾多年。該村環境惡劣，年輕人都離開村子，而政府則只有在村民犯事時才記得那裏。 |        |
| 只剩下他孤身一人的夜晚    | 三名戰敗的起義者長途跋涉，其中一人掉隊了。到他抵達崗哨時發現另外兩人已被吊起，士兵在等待餘下一人，不然則幹掉一名路人交差。 |        |
| 北方行                    | 不獲傳授花炮手藝的兒子向父親表示到北方掙錢，後來回來說往德克薩斯州時他們都被打死了。 |        |
| 你該記得吧                | 敍事者向讀者憶述堂烏爾瓦諾、其子迪馬斯及費登西奧一家的事。篇幅較長的是迪馬斯兒子烏爾瓦諾，他與堂妹玩假夫妻遊戲被逐出校，被其叔責打後離村，當了警察回來但其後將姐夫打死了。 |        |
| 你沒有聽到狗叫嗎？        | 伊格納西奧為一搶匪，並殺了人。故事敍述他被打傷後父親艱難地背着他往托納亞求醫，途中問他有沒有傳來燈火和狗吠聲，但他說沒有。抵達後父親才聽見到處是狗吠聲。 狗吠聲作為不時重現的元素，魯爾福在訪談中指「在以前，晚上11時左右村裏便無燈火，人在漆黑中不知往哪走。只有在外面或家中藉着狗吠聲才可以找到人，知道他住在那兒。我走過許多平原，當我聽不見狗吠聲，我就知道我迷路了。」 | [ 12 ] |
| 天崩地裂的一天            | 鎮長和另一人憶述去年大地震後幾天，州長等人來到埃爾波喬台村視察災情。他享用了豐盛的宴會，並發表了演說，其間亦出現混亂。 |        |
| 瑪蒂爾特·阿爾康赫爾的遺產 | 老愛萊米奧厭惡其子，因他小時的叫聲使馬隻失控摔死了母親瑪蒂爾特。父親終日酗酒，不理兒子死活，在他加入叛亂份子後便加入追捕的政府軍，稱自己與當中一人有宿怨。 |        |
| 安納克萊托·蒙羅納斯       | 安納克萊托·蒙羅納斯的女信徒要求敍事者作證，以冊封其為聖徒。但他其實是騙人的流氓，並且亂倫和藉詞姦淫婦女，亦將懷孕的女兒許配給敍事者。 |        |